# درجادون
درجادون یا روستایی شیخ ها، روستایی در دهستان درپهن بخش سندرک شهرستان میناب در استان هرمزگان ایران است.

## جمعیت
بر پایه سرشماری عمومی نفوس و مسکن در سال ۱۳۹۵، جمعیت این روستا برابر با ۹۸۲ نفر (۲۱۶ خانوار) بوده‌است.